# Guttenberg (New Jersey)
Pour les articles homonymes, voir Guttenberg.
Guttenberg est une ville du comté de Hudson au New Jersey, aux États-Unis.
Il s'agit de la ville la plus densément peuplée des États-Unis d'après le recensement de 2020.

## Géographie
Guttenberg est situé au sommet des New Jersey Palisades, au sud de Woodcliff et de North Bergen et au nord de West New York. À l'est, la ville partage une frontière avec le quartier new-yorkais de Manhattan ( Upper West Side ), sur le fleuve Hudson,,. Sa frontière ouest est le boulevard Kennedy.
Selon le Bureau du recensement des États-Unis, la ville avait une superficie totale de 0,63 km2, dont environ 20 % d'eau (fleuve Hudson).

## Histoire

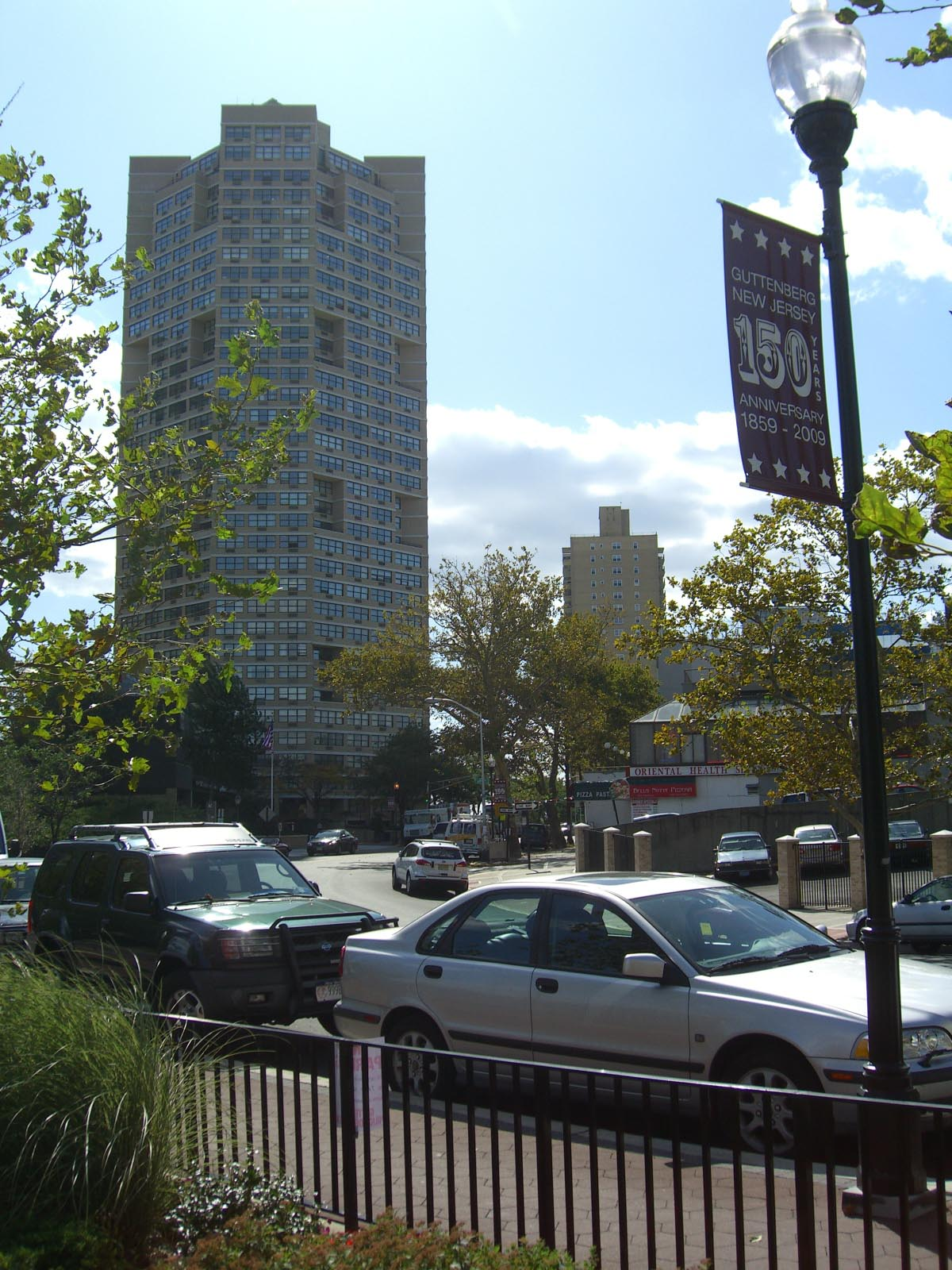
Une des trois Galaxy Towers

En 1853, Guttenberg qui est alors une ferme appartenant à William Cooper, est vendue  à un groupe de New-yorkais, qui forme la Weehawken Land and Ferry Association. Comme Union Hill, à proximité, elle est divisée et les lots sont vendus principalement à des Allemands. La compagnie exploite deux ferries, le Hultz et le Flora, qui traversent l'Hudson depuis les débarcadères situés au pied de Bulls Ferry Road, de Pleasant Valley, de Fort Lee et de Spring Street, Manhattan.
Guttenberg devient une ville le 9 mars 1859 ; elle est alors rattachée au canton de North Bergen, mais le 28 février 1861, Guttenberg est rattaché à l'ancien canton d'Union nouvellement créé. La ville devient une municipalité totalement indépendante le 1er avril 1878. Elle tire son nom de Johannes Gutenberg bien que d'autres sources indiquent que le nom dérive de « bon village » en allemand,.
Les Galaxy Towers ont été construites à la fin des années 1976 à la suite d'un partenariat entre Norman Belfer, un promoteur de Long Island qui possédait un autre gratte-ciel à Guttenberg, et la Prudential Insurance Company of America. Les trois gratte-ciel octogonaux s'élèvent à 126 mètres (413 pi) et contiennent 1 075 appartements.